# Manuel Jorba i Jorba
Manuel Jorba i Jorba (San Esteban de Sasroviras, Bajo Llobregat, España, 1942) es un historiador español de la literatura catalana especializado en el siglo XIX.
Estudió diversos cursos de los Estudis Universitaris Catalans, se licenció en filología hispánica en la Universidad de Barcelona (1968) y se doctoró en filología catalana en la Universidad Autónoma de Barcelona (1981), donde ha sido profesor desde 1970. Ha sido director de la Biblioteca de Cataluña (1990-1999) y como tal ha publicado, entre otros trabajos, The National Library of Catalonia: A New Organization in a Renovated Building. An Assessment (2001).
Ha publicado estudios sobre la introducción y la evolución del romanticismo literario en Cataluña: Els romanticismes de Catalunya (1997), Els romàntics radicals i Del primer romanticisme al conservadorisme ideològic: Manuel Milà i Pau Piferrer (2002), El coneixement de la literatura alemanya en l'àmbit català (1833-1847) (2004).
También ha realizado trabajos sobre el movimiento de la Renaixença: La polèmica de l'origen felibre o autòcton de la Renaixença (1989), Els corrents provincialistes i la Renaixença(1998).
Con todo, el grueso de sus estudios, incluyendo la tesis doctoral, es sobre el autor Manuel Milà i Fontanals: Manuel Milà i Fontanals en la seva època (1984), Manuel Milá y Fontanals en la encrucijada de la filología europea moderna (1989), L'obra crítica i erudita de Manuel Milà i Fontanals (1989), Manuel Milà i Fontanals, crític literari (1991), La literatura catalana en les lliçons de literatura espanyola de Manuel Milà i Fontanals (2003). Actualmente está preparando la edición crítica de las obras completas de Manuel Milà i Fontanals. 
También colaboró en la Historia de la literatura catalana de Riquer, Comas y Molas. Es redactor del Anuari Verdaguer, miembro fundador de la Societat Verdaguer, asesor de la revista Els Marges y miembro del Institut d’Estudis Catalans desde el 2003. 
Los años que duró su gestión al frente de la Biblioteca de Cataluña fueron de gran trascendencia para la institución, que inició el proceso para convertirse en una biblioteca nacional moderna. Este proceso se concretó en la informatización de los procesos, la adecuación del edificio a las necesidades de una biblioteca moderna (construcción de un nuevo depósito, nueva sala de catálogos, edificio de servicios, etc.) y una política de adquisiciones que ponía un especial énfasis en el aspecto patrimonial del centro.
Entre las principales adquisiciones que se hicieron durante aquellos años destacan las bibliotecas personales de Carles Riba, Tísner, J.V. Foix, Néstor Lujan; archivos personales como los de Josep Carner, Jaume Fuster o Maria Mercè Marçal y bibliotecas especializadas como la Biblioteca Romántica Lluís Tusquets de Cabirol, o la Biblioteca de Mitología Clásica Frederic Travé. Entre los fondos sonoros y audiovisuales, destacan el de Ràdio Barcelona o la colección Turull de cilindros de cera. 
La aprobación, el 1993, de la Ley del Sistema Bibliotecario de Cataluña, en la que se declaraba que la Generalidad de Cataluña tenía que asumir plenamente la gestión del centro reafirmó el proceso de transformación en una biblioteca nacional.